# قائد القوات المسلحة الوطنية الإندونيسية
قائد القوات المسلحة الوطنية الإندونيسية هو أعلى منصب في القوات المسلحة الوطنية الإندونيسية. يشغل هذا المنصب الجنرال الأميرال: إير مارشال، المعين من قبل رئيس إندونيسيا ويقدم تقاريره مباشرة إليه.
أول قائد رسمي للقوات المسلحة الوطنية الإندونيسية هو الجنرال سوديرمان، في ذلك الوقت يُعرف هذا المنصب باسم القائد العام لقوات الأمن الشعبية، والذي سيُطلق عليه فيما بعد قائد جيش جمهورية إندونيسيا، وقائد القوات العسكرية لجمهورية إندونيسيا. كقائد أول، لم يتم تعيين الجنرال سوديرمان من قبل رئيس إندونيسيا، بدلاً من ذلك ينتخب من قبل أفراد القوات المسلحة لأمن الشعب خلال اجتماع يُعرف باسم مؤتمر القوات المسلحة لأمن الشعب في 12 نوفمبر 1945. قبل تعيين الجنرال سوديرمان كان يتم شغل المنصب بقلم اللفتنانت جنرال أوريب على أساس مؤقت.
يشغل هذا المنصب حاليًا الجنرال أنديكا بيركاسا، وهو ضابط بالقوات البرية الإندونيسية، عينه الرئيس جوكو ويدودو في 17 نوفمبر 2021.

## التاريخ

### عصر الديمقراطية الموجهة
ابتداءً من عام 1962 تم تغيير استخدام مصطلح قوات جمهورية إندونيسيا إلى القوات المسلحة لجمهورية إندونيسيا والتي كانت اتحادًا للجيش والقوات البحرية والقوات الجوية وقوات الشرطة. اعتبارًا من عام 1965 تم أيضًا تغيير اسم يوم القوات المسلحة الذي يتم الاحتفال به عادة في كل يوم 5 أكتوبر. في هذا الوقت وقفت كل قوة بمفردها وكان لها قائدها الخاص، ولم يكن هناك تعيين لقائد القوات المسلحة. يخضع جميع قادة الجيش والشرطة للقيادة المباشرة للرئيس سوكارنو باعتباره القائد الأعلى للقوات المسلحة. في 21 يونيو 1962 عين الرئيس سوكارنو الجنرال عبد الحارس ناسوشن ليصبح رئيس أركان القوات المسلحة الإندونيسية.

### عهد النظام الجديد
خلال إدارة الرئيس سوهارتو أعيد تأكيد اسم الجيش الوطني الإندونيسي باعتباره التسمية الرسمية للقوات المسلحة الإندونيسية، والتي كانت متحدة مع الشرطة الوطنية الإندونيسية والقوات المسلحة لجمهورية إندونيسيا. في هذه الحقبة بدأ اختيار قائد القوات المسلحة كقائد للقوات المسلحة الإندونيسية.

### عصر الإصلاح
منذ استقالة سوهارتو كرئيس لجمهورية إندونيسيا بدأت حقبة جديدة من قيادة القوات المسلحة الوطنية الإندونيسية. منذ فصل الشرطة الوطنية الإندونيسية والقوات المسلحة الإندونيسية الوطنية عن القوات المسلحة الإندونيسية في 1 أبريل 1999، تم تغيير مصطلح قائد الجيش الشعبي الإندونيسي إلى قائد القوات المسلحة.
عندما اقتربت الرئيسة ميجاواتي سوكارنوبوتري من نهاية منصبها على وجه التحديد في 8 أكتوبر 2004 أرسلت رسالته إلى البرلمان والتي اقترحت فيها أن يكون الجنرال رياميزارد رياكودو مرشحًا كقائد القوات المسلحة الإندونيسية ليحل محل منصب الجنرال إندريارتونو سوتارتو، الذي تمت الموافقة على خطاب الموافقة. لكن الرئيس سوسيلو بامبانج يودويونو الذي خلف ميجاواتي في الشهر التالي، وبعد أسبوع واحد فقط من تنصيبه أرسل رسالة إلى البرلمان يعلمه فيه أنه ألغى خطاب تقديم الرئيسة السابق. كما مدد الرئيس سوسيلو بامبانج يودويونو فترة ولاية القائد العام للقوات المسلحة الإندونيسية الجنرال إندريارتونو سوتارتو.